# Andrea Galasso
Andrea Galasso (San Paolo di Civitate, 10 novembre 1932 – Torino, 12 agosto 2022) è stato un avvocato e politico italiano.

## Biografia
Laureato in giurisprudenza, fu avvocato penalista. Impegnato in politica con il Movimento Sociale Italiano, venne candidato alle elezioni politiche del 1972, senza risultare eletto; divenne poi deputato della VI legislatura subentrando al deceduto Aldo Maina il 23 settembre 1973, restando parlamentare fino alle politiche del 1976. Anche in tale occasione inizialmente non risultò eletto, ma subentrò nuovamente alla Camera il 14 dicembre 1976 a Tullio Abelli (anch'egli deceduto). Pochi giorni dopo si staccò dall'MSI per aderire a Democrazia Nazionale - Costituente di Destra. Poco prima del termine della legislatura, nel 1979, lasciò anche Democrazia Nazionale per aderire al gruppo misto. Successivamente tornò a lavorare come avvocato.
Galasso è morto nel 2022, quasi novantenne, per complicazioni da Covid-19.